# Речица (приток Северки)
Речица — река в России, протекает в Московской области. Правый приток Северки.
Берёт начало у села Вельяминово. Течёт на восток, пересекает Каширское шоссе, автодорогу М4 «Дон», пути Павелецкого направления МЖД. Затем поворачивает и течёт на северо-восток. Устье реки находится у деревни Торчиха в 67 км по правому берегу реки Северки. Длина реки составляет 25 км, площадь водосборного бассейна — 84,8 км².
Вдоль течения реки от истока до устья расположены населённые пункты Вельяминово, Поздново, Привалово, Проскурниково, Леньково, Марьинское, Каверино, Благое, Кишкино, Кузовлево.
По данным Государственного водного реестра России, относится к Окскому бассейновому округу. Речной бассейн — Ока, речной подбассейн — бассейны притоков Оки до впадения Мокши, водохозяйственный участок — Москва от водомерного поста в деревне Заозерье до города Коломны.